# トヨタ・フォーチュナー
フォーチュナー（FORTUNER）は、トヨタ自動車が製造・販売しているSUV(PPV)である。である。

## 初代 AN50/AN60型（2004年 - 2015年）
3列シート7人乗りのSUVで、フロントマスク以外は同社の初代ハリアーに似たデザインである。ハリアーはFF乗用車のカムリをベースとしているのに対し、フォーチュナーはラダーフレーム構造のピックアップトラックである、ハイラックス ヴィーゴ/ハイラックス IMVとプラットフォームを共有している。
2008年8月に最初のフェイスリフトが行われた。
2011年7月、2度目のフェイスリフトを受けたフォーチュナーがタイで発表された。

### メカニズム
エンジンは地域によって異なるが、2TR-FE型直列4気筒2,700 ccガソリン、1GR-FE型V型6気筒4,000 ccガソリン、2KD-FTV型直列4気筒2,500 ccコモンレール・ターボディーゼル、1KD-FTV型直列4気筒3,000 ccコモンレール・ターボディーゼルを搭載。

## 2代目 AN150/AN160型（2015年 - ）
2代目フォーチュナーは2015年7月にオーストラリアとタイで発表された。
同時期に発表されたハイラックス同様にキーン・ルックデザインを採用し、カローラにも使われた細めのヘッドライトを取り入れている。インテリアもハイラックスとは違うデザインとなるが、シャシーやエンジンは共通の2.4L（2GD-FTV）と2.8L（1GD-FTV）の2種類のディーゼル、及び2.7L（2TR-FE）と4.0L（1GR-FE）のデュアルVVT-i ガソリンエンジンのラインナップとなる。
インドネシアでは翌2016年1月に発売。

## 車名の由来
「FORTUNER」は、英語で「運命/莫大な富」という意味の「fortune (フォーチュン)」からの造語。
販売名は地域で異なるが、一例として東南アジアや南アフリカ、ロシア、パナマ、エクアドルではフォーチュナーという車名で、ブラジル、アルゼンチンではハイラックス SW4という車名で販売されている。